# Ministerul Educației (Chile)
Ministerul Educației (Ministerio de Educación de Chile în limba spaniolă, abreviat MINEDUC) este ministerul care coordonează sistemul de învățământ din Republica Chile. A fost fondat în anul 1837 în Santiago de Chile. Ministrul actual este Harald Beyer (2011 - prezent).